# 瓦尔马拉纳凉廊
瓦尔马拉纳凉廊（Loggia Valmarana）位于意大利威尼托大区维琴察省维琴察的萨尔维花园内，可能是由吉安·路易吉·瓦尔马拉纳委托安德烈亚·帕拉弟奥的学生建于1591年，使这个地方成为知识分子和学者的聚会地点。
1994年，该建筑成为联合国教科文组织世界遗产维琴察城和威尼托的帕拉第奥式别墅的一部分。

## 历史
花园由莱昂纳多·瓦尔马拉纳于1592年开幕，周围是帕拉迪奥街（Corso Palladio）和新开挖的塞里奥拉运河（Seriola Canal），河上架设木桥。莱昂纳多将其向公众开放，后来关闭了几个世纪。
在公园内的西侧，还有十七世纪的伦巴第凉廊，有三个拱门，由巴尔达萨雷·隆盖纳（Baldassarre Longhena）建造。在十九世纪，公园被改造成英式庭园。直到下个世纪，它才重新向公众开放。

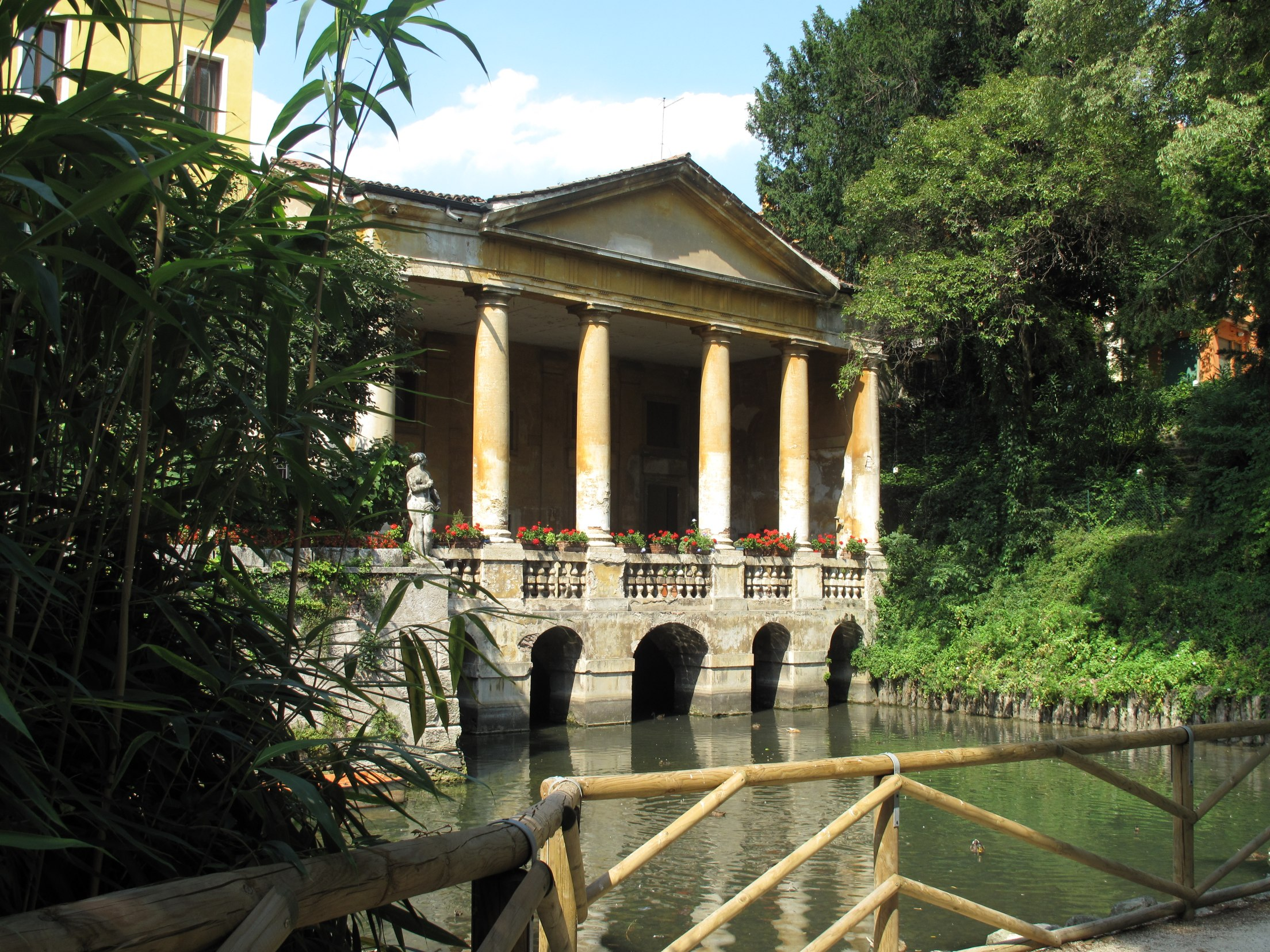
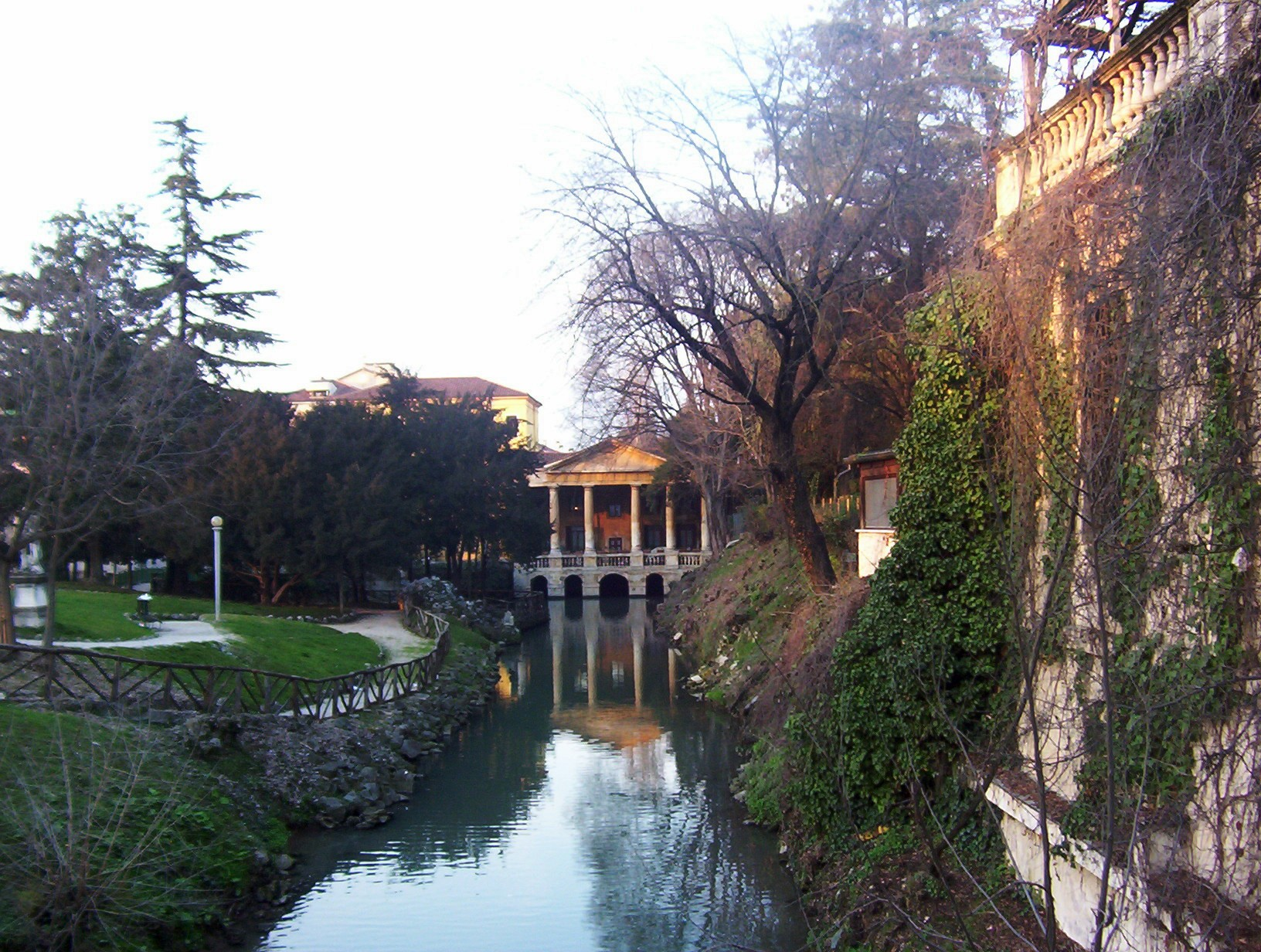
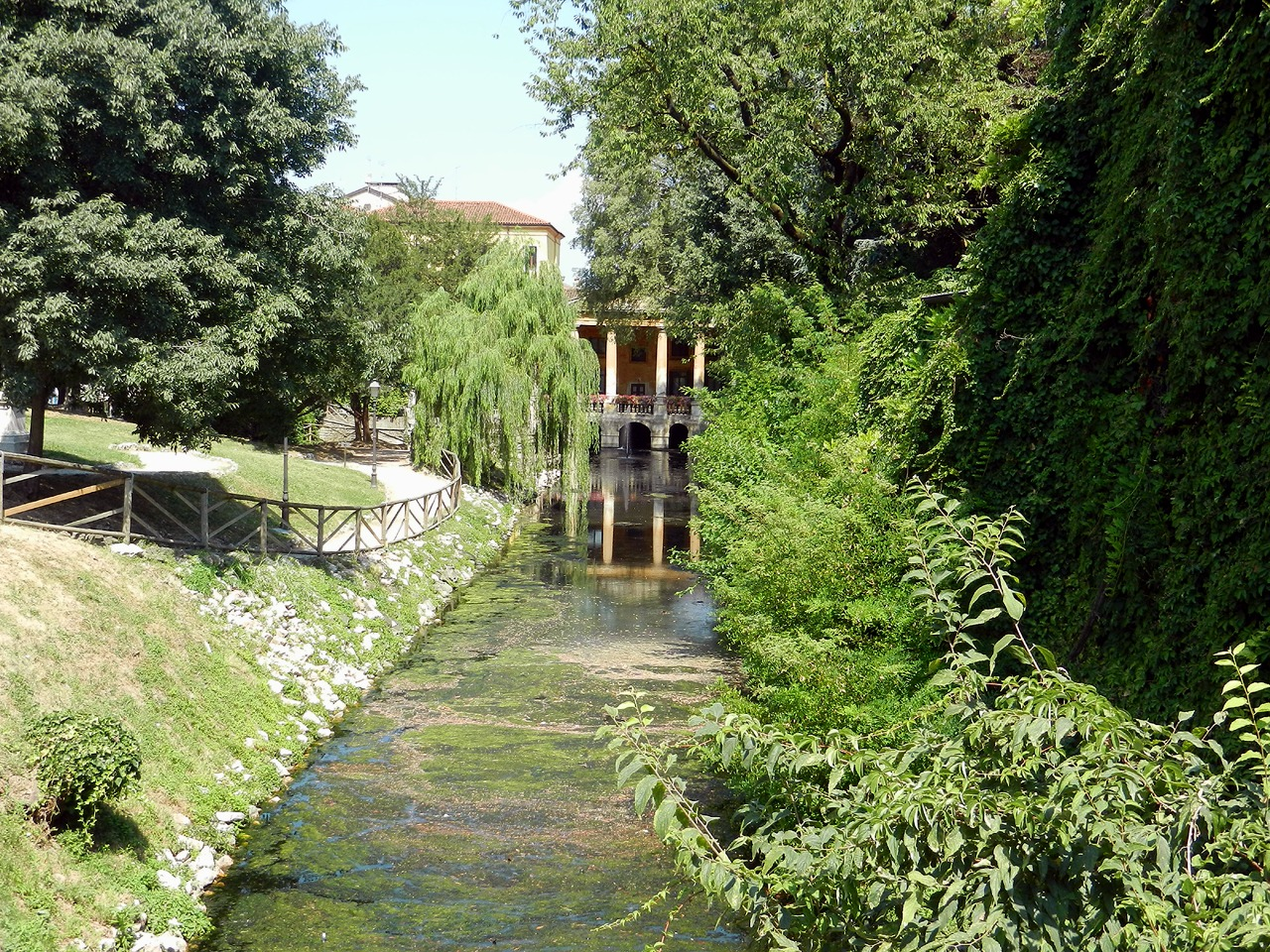
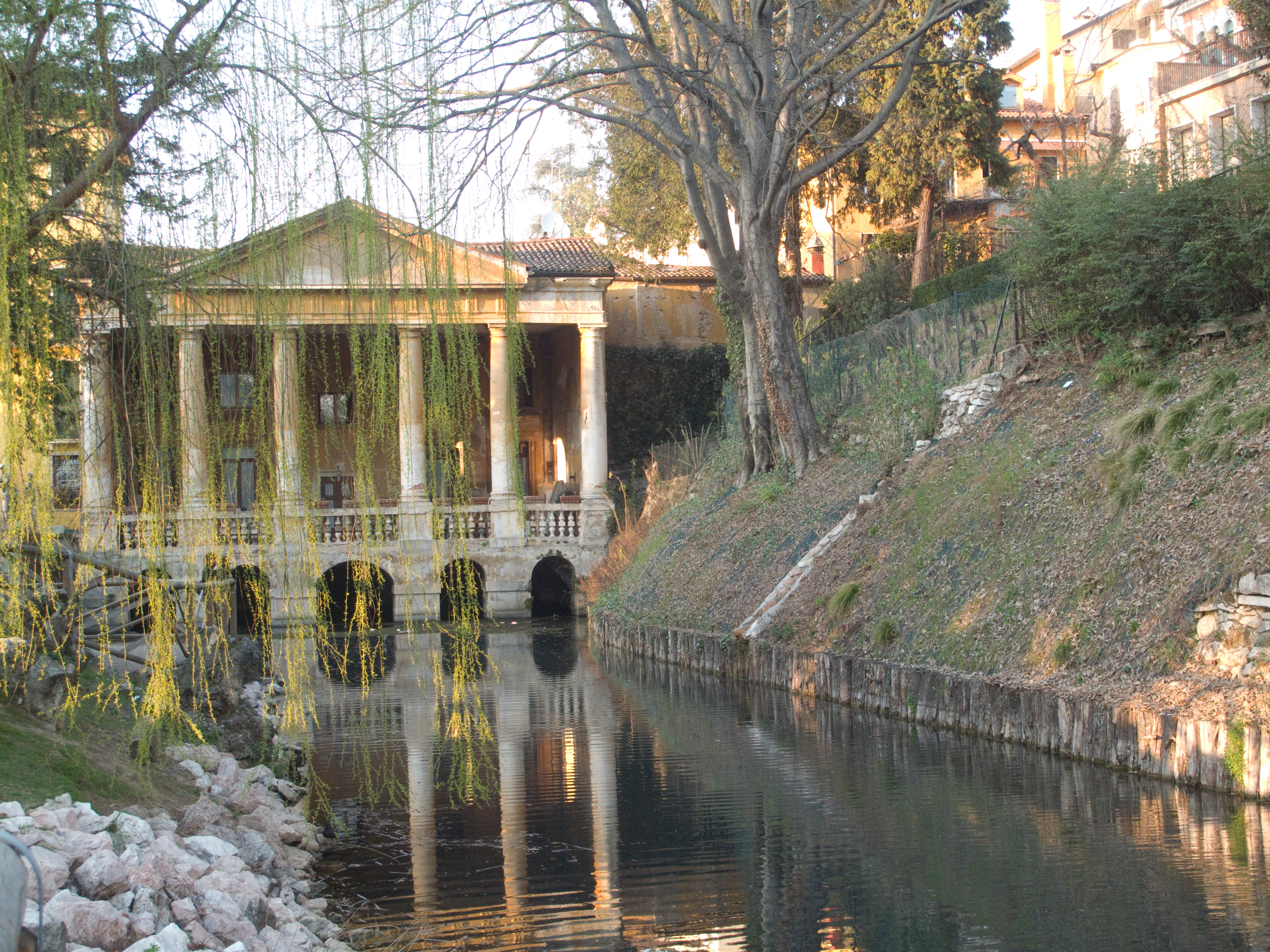